# Lophoruza tamsi
Lophoruza tamsi är en fjärilsart som beskrevs av Walter Karl Johann Roepke 1938. Lophoruza tamsi ingår i släktet Lophoruza och familjen nattflyn. Inga underarter finns listade i Catalogue of Life.